# Egilona
Egilona, död 718, var en västgotisk drottning, gift med kung Roderik. Hon var den sista drottningen i det västgotiska riket. 
Hennes ursprung är inte bekräftat, men hon förmodas ha varit släkt med kung Wittiza. Roderik gifte sig med henne för att vinna legitimitet  sedan han bestigit tronen 710. Äktenskapet var barnlöst. Året efter giftermålet attackerades Visigotiska rikget av araberna. 
Efter Roderiks död 711 tillfångatogs Egilona i Mérida av Abd al-Aziz ibn Musa, son till arabernas segrande general Muza, som utnämndes till kalifatets första vali eller guvernör efter erövringen. Abd al-Aziz ibn Musa gifte sig med den tillfångatagna Egilona för att säkra stöd hos den visigotiska adeln. Det är okänt huruvida hon konverterade till islam eller inte. 
Både kristna och muslimska källor är överens om att Egilona uppmuntrade Abd al-Aziz ibn Musa att göra uppror mot kalifatet och försöka bestiga tronen i ett självständigt Iberiskt kungarike, vilket ledde till att han dödades. 
Det har också uppgivits att Egila övertalade Abd al-Aziz ibn Musa att konvertera till kristendomen och att det var därför han dödades av muslimerna, men det anses mindre troligt. 